# Кармали (Аліковський район)
Кармали (рос. Кармалы, чув. Кармал) — присілок у складі Аліковського району Чувашії, Росія. Входить до складу Тенеєвського сільського поселення.
Населення — 171 особа (2010; 185 у 2002).
Національний склад:
- чуваші — 100 %